# Sia Abrasives
sia Abrasives – szwajcarski producent materiałów ściernych. Nazwa firmy to skrót od Swiss Industrial Abrasives. Grupa sia Abrasives, mająca centralę we Frauenfeldzie, zalicza się do trzech największych producentów zaawansowanych technologii szlifowania. Firma projektuje, wytwarza i dostarcza zarówno materiały ścierne, jak też kompletne systemy szlifowania dla branży drzewnej, metalowej i ART.

## Historia
Historia firmy to ponad 130 lat tradycji, w ciągu których przekształciła się ona w spółkę giełdową sia Abrasives – holding zatrudniający obecnie ponad 1200 osób i posiadający filie w ponad 80 krajach świata.

## Początki
- 1867 – Powstają zakłady chemiczne Dr Merk
- 1875 – Początek produkcji materiałów ściernych
- 1914 – Zakład przekształca się w spółkę rodzinną SIA Ltd.

Od przełomu XX wieku sia Abrasives Industries AG jest jedyną szwajcarską firmą produkującą materiały ścierne. Firma po raz pierwszy wyprodukowała papier ścierny (1875 r.), a obecnie urosła do rangi trzeciej pod względem wielkości firmy produkującej materiały ścierne na świecie.

## Historia najnowsza
- 1991 – Nowy zarząd spółki SIA Ltd. i zmiana struktury firmy
- 1997 – Zmiana struktury własnościowej związana z Management – Buyout
- 1998 – Wdrożenie nowego ogólnoświatowego wizerunku firmy
- 1999 – Rozpoczęcie sprzedaży akcji na Giełdzie Szwajcarskiej
- 2001 – Zakup sia Fibral Ltd. (UK) i poszerzenie asortymentu o włókniny ścierne
- 2004 – Kurt Lehmann zostaje wiceprezesem firmy
- 2005 – Zakup sia Abrafoam Ltd. (UK) i poszerzenie asortymentu o gąbki ścierne
- 2008 – Firma Scintilla AG, Solothurn (Szwajcaria), będąca własnością firmy Robert Bosch GmbH złożyła publiczną ofertę zakupu akcji sia Abrasives
- 2009 – Firma Scintilla AG, będąca własnością firmy Bosch GmbH, posiada 99,6% akcji sia Abrasives i głos decyzyjny w głosowaniach

sia Abrasives skupia się na rynku globalnym, obecnie eksportuje ponad 90% swojej produkcji do ponad 80 krajów. Oddział firmy w Polsce to sia Biuro Technologiczne Sp. z o.o. mieszcząca się w Goleniowskim Parku Przemysłowym.

## Produkty
sia Abrasives to ponad 100 000 produktów, w tym: nasypowe materiały ścierne (pełny zakres taśm szlifierskich i produktów do obróbki ręcznej), gąbki ścierne, włókniny ścierne oraz materiały ścierne do microfinishu. Firma oferuje dopasowane do indywidualnych wymagań zaawansowane technologicznie i innowacyjne rozwiązania do zastosowań w przemyśle drzewnym, metalowym, płytowym oraz samochodowym. W ofercie znajdują się kompletne systemy szlifowania do każdej powierzchni: drewna, lakieru, metalu, ceramiki, skóry, kompozytów, szkła i wielu innych materiałów.